# NGC 3346
NGC 3346 est une galaxie spirale barrée située dans la constellation du Lion. Sa vitesse par rapport au fond diffus cosmologique est de 1 616 ± 24 km/s, ce qui correspond à une distance de Hubble de 23,8 ± 1,7 Mpc (∼77,6 millions d'al). Elle a été découverte par l'astronome germano-britannique William Herschel en 1784.
La classe de luminosité de NGC 3346 est III-IV et elle présente une large raie HI.
À ce jour, cinq mesures non basées sur le décalage vers le rouge (redshift) donnent une distance de 19,260 ± 1,798 Mpc (∼62,8 millions d'al), ce qui est tout juste à l'extérieur des valeurs de la distance de Hubble. Notons cependant que c'est avec la valeur moyenne des mesures indépendantes, lorsqu'elles existent, que la base de données NASA/IPAC calcule le diamètre d'une galaxie et qu'en conséquence le diamètre de NGC 3346 pourrait être d'environ 20,6 kpc (∼67 200 al) si on utilisait la distance de Hubble pour le calculer.

## Groupe de NGC 3338
NGC 3346 fait partie du groupe de NGC 3338. Outre NGC 3338, ce groupe comprend au moins quatre autres galaxies : NGC 3389, UGC 5832, PGC 31933 et MK 1263.